# Aculithus ruijin
Espèce
Aculithus ruijin est une espèce d'araignées aranéomorphes de la famille des Phrurolithidae.

## Distribution
Cette espèce est endémique du Jiangxi en Chine,. Elle se rencontre vers Ruijin.

## Description
Le mâle holotype mesure 2,28 mm et la femelle paratype 2,7 mm.

## Systématique et taxinomie
Cette espèce a été décrite par Jiang et Liu en 2025

## Étymologie
Son nom d'espèce lui a été donné en référence au lieu de sa découverte, Ruijin.

## Publication originale
- Jiang, Wang, Lyu, Yang & Liu, 2025 : « Two new species and a new combination in Aculithus Liu & Li, 2022 (Araneae: Phrurolithidae) from South China. » Biodiversity Data Journal, vol. 13, no e153747, p. 1-14 (texte intégral).